# Discographie de Tiësto
 (février 2015).
Améliorez-le ou discutez des points à vérifier. 
 (février 2015).
Si vous disposez d'ouvrages ou d'articles de référence ou si vous connaissez des sites web de qualité traitant du thème abordé ici, merci de compléter l'article en donnant les références utiles à sa vérifiabilité et en les liant à la section « Notes et références ».
Cet article relate la discographie du disc-jockey, compositeur et remixeur néerlandais Tiësto. Il fut élu meilleur DJ mondial de 2002 à 2004 par le DJ Mag, et l'est depuis 2008 pour le Mixmag.
Au cours de sa carrière, Tiësto a sorti cinq albums studio. Après avoir passé des années à chercher son style personnel et à travailler avec des DJs comme Armin van Buuren (duo nommé Alibi) et Ferry Corsten (duo nommé Gouryella), il a décidé qu'il était temps de se concentrer sur son travail solo. La renommée de Tiësto a commencé à augmenter à la fin des années 1990, après son set à la première ID & T Innercity partie (Live at Innercity: Amsterdam RAI), et il a continué de monter en flèche dans les années 2000 à la suite de son six heures de set « Tiësto Solo », qu'il a exécuté sans autres DJs ou actes d'ouverture. Ses trois derniers pleine longueur rejets franchi la barre des 70 000 unités, et le DJ mélangent 2003 Nyana frappé 87.000, selon Nielsen SoundScan à la mi-2008 
En 1994, Tiësto a signé à Recordings Beat base, où il a rencontré Arny Bink. Tiësto sort des disques sur le sous-label Trashcan, fondée par Bink, et a créé le sous-label Guardian Angel avec Bink, où ils ont introduit la série populaire Forbidden Paradise. De 1995 à 1996 Tiësto a publié quatre pièces longues sur Bonzai Sauts et XTC, sous-étiquettes de Lightning Records. En 1997, Tiësto a rejoint son ami Yves Vandichel sur son sous-label, DJ Yves, une division de la défunte ressources humaines étiquette XSV Musique. À l'automne 1997, à la fois Bink et Tiësto décidé de quitter beat de base et de créer leur propre label, maintenant connu comme Black Hole Recordings. Trashcan a été interrompu et Guardian Angel continué la musique relaxante jusqu'en 2002. En 1998, Tiësto a publié le Magik série à travers trou noir et a créé deux principaux sous-étiquettes, In Trance We Trust et SongBird. De 1998 à 1999, Tiësto a publié la musique sur Planetary Consciousness. Là, il rencontra A & R Hardy Heller et l'a invité à communiquer des documents sur Black Hole. Tiësto inclus plus tard, le In Search of Sunrise série sur SongBird et a ouvert une nouvelle division de Black Hole, Magik Muzik. En 2001, qui est maintenant la maison de la principale en tête des charts chansons par Tiësto.
Le premier album studio de Tiësto, In My Memory, a produit cinq grands succès: Dallas 4PM, Flight 643, Obsession, Lethal Industry, et Suburban Train. Après être devenu le "no 1 DJ dans le monde", selon DJ Mag pendant trois années consécutives, il a sorti son deuxième album studio en 2004, Just Be. L'album contenait un coup numéro un, Traffic, qui était la première piste instrumentale d'atteindre la première place dans son pays, les Pays-Bas en 23 ans. L'album contient également un nouvel hymne de trance, "Adagio for Strings", un remake de Samuel Barber sur la chanson classique Adagio for Strings. Tiësto est devenu le premier DJ à jouer en direct à des Jeux olympiques, en l'occurrence lorsqu'il lui a été demandé de mixer au cours des Jeux olympiques d'Athènes. L'ensemble qu'il a mixé fut ensuite  condensé et publié sur CD sous le titre de Parade of the Athletes. En 2007, Tiësto a sorti son troisième album studio,  Elements of Life , qui est passé de 72.000 unités dans son communiqué du mois avril selon Nielsen SoundScan. Le 6 octobre 2009, Tiësto a sorti son quatrième album studio, Kaleidoscope. Contrairement à ses précédents albums, qui ont tous été principalement trance, Kaléidoscope explore d'autres genres électroniques, et est considéré comme l'album le plus expérimental de Tiësto. Le 16 juin 2014, Tiësto sort son cinquième album studio, A Town Called Paradise.

## Sous Tiësto

### Albums studio
| Titre                                                                           | Détails                                                                                             | Meilleure position | Meilleure position | Meilleure position | Meilleure position | Meilleure position | Meilleure position | Meilleure position | Meilleure position | Meilleure position | Meilleure position | Meilleure position | Meilleure position | Meilleure position | Meilleure position | Certifications                                   |
| Titre                                                                           | Détails                                                                                             | P-B                | ALL                | AUS                | AUT                | BEL (FL)           | BEL (WAL)          | CAN                | DAN                | É-U                | FR                 | IRE                | NOR                | R-U                | SUI                | Certifications                                   |
| ------------------------------------------------------------------------------- | --------------------------------------------------------------------------------------------------- | ------------------ | ------------------ | ------------------ | ------------------ | ------------------ | ------------------ | ------------------ | ------------------ | ------------------ | ------------------ | ------------------ | ------------------ | ------------------ | ------------------ | ------------------------------------------------ |
| In My Memory                                                                    | - Sortie: 15 avril 2001 - Labels: Black Hole Recordings - Formats: Téléchargement, CD               | 25                 | —                  | —                  | —                  | —                  | —                  | —                  | —                  | —                  | —                  | —                  | —                  | —                  | —                  | - NVPI: Or                                       |
| Just Be                                                                         | - Sortie: 6 avril 2004 - Labels: Black Hole - Formats: Téléchargement, CD                           | 1                  | 51                 | —                  | —                  | 2                  | 96                 | —                  | —                  | —                  | —                  | —                  | —                  | 54                 | —                  | - NVPI: Platine - IFPI Greece: Or - BPI: Argent  |
| Elements of Life                                                                | - Sortie: 16 avril 2007 - Labels: Sony BMG, Ultra Records, Black Hole - Formats: Téléchargement, CD | 1                  | 62                 | —                  | 44                 | 3                  | 3                  | 24                 | —                  | 71                 | —                  | 5                  | 26                 | 14                 | 77                 | - NVPI: Or - CRIA: Or - MAHASZ: Or - BPI: Argent |
| Kaleidoscope                                                                    | - Sortie: 6 octobre 2009 - Labels: Musical Freedom - Formats: Téléchargement, CD                    | 2                  | 61                 | 31                 | 49                 | 13                 | 9                  | 6                  | 27                 | 59                 | 139                | 5                  | 29                 | 20                 | 73                 | - CRIA: Or                                       |
| A Town Called Paradise                                                          | - Sortie: 16 juin 2014 - Labels: Musical Freedom, PM:AM, Universal - Formats: Téléchargement, CD    | 11                 | 45                 | 18                 | 22                 | 26                 | 15                 | 6                  | 33                 | 18                 | 80                 | 1                  | 14                 | 22                 | 12                 |                                                  |
| The London Sessions                                                             | - Sortie: 15 mai 2020 - Labels: Musical Freedom, PM:AM, Universal - Formats: Téléchargement, CD     | 54                 | —                  | —                  | —                  | —                  | —                  | —                  | —                  | —                  | —                  | 75                 | —                  | 64                 | —                  |                                                  |
| Drive                                                                           | - Sortie: 24 février 2023 - Labels: Musical Freedom, Atlantic Records - Formats: Téléchargement, CD | 37                 | 38                 | 26                 | 35                 | 46                 | 40                 | 12                 | 6                  | 87                 | 54                 | 19                 | 6                  | 34                 | 19                 |                                                  |
| « — » signifie que l'album ne s'est pas classé ou n'est pas sorti dans le pays. | |                    |                    |                    |                    |                    |                    |                    |                    |                    |                    |                    |                    |                    |                    |                                                  |

### Compilations
| Titre                                                                           | Détails                                                                                  | Meilleure positione | Meilleure positione | Meilleure positione | Meilleure positione | Meilleure positione | Meilleure positione | Meilleure positione | Meilleure positione | Meilleure positione | Meilleure positione | Certifications                             |
| Titre                                                                           | Détails                                                                                  | P-B                 | ALL                 | AUT                 | BEL (FL)            | BEL (WAL)           | CAN                 | DAN                 | IRE                 | NOR                 | R-U                 | Certifications                             |
| ------------------------------------------------------------------------------- | ---------------------------------------------------------------------------------------- | ------------------- | ------------------- | ------------------- | ------------------- | ------------------- | ------------------- | ------------------- | ------------------- | ------------------- | ------------------- | ------------------------------------------ |
| Parade of the Athletes                                                          | - Sortie: 7 septembre 2004 - Labels: Black Hole Recordings - Formats: Téléchargement, CD | 4                   | 85                  | —                   | 18                  | 91                  | —                   | —                   | —                   | —                   | —                   | - NVPI: Or - IFPI Greece: Or - BPI: Argent |
| Perfect Remixes Vol. 3                                                          | - Sortie: 22 février 2005 - Labels: Warlock Records - Formats: Téléchargement, CD        | —                   | —                   | —                   | —                   | —                   | —                   | —                   | —                   | —                   | —                   |                                            |
| Magikal Journey (The Hits Collection 1998-2008)                                 | - Sortie: 17 mai 2010 - Labels: Magik Muzik - Formats: Téléchargement, CD                | 11                  | 58                  | 39                  | 2                   | 4                   | 11                  | 31                  | 7                   | 15                  | 27                  | - BPI: Argent                              |
| « — » signifie que l'album ne s'est pas classé ou n'est pas sorti dans le pays. |                                                                                          |                     |                     |                     |                     |                     |                     |                     |                     |                     |                     |                                            |

### DJ Mixes
Cette liste contient des DJ mixes produit par Tiësto.
| Années 1990 - 1995 Forbidden Paradise 3: The Quest for Atlantis - 1995 Forbidden Paradise 4: High as a Kite - 1996 Forbidden Paradise 5: Arctic Expedition - 1996 Lost Treasures: Isle of Ra - 1996 Lost Treasures: Concerto for Sonic Circles - 1996 Forbidden Paradise 6: Valley of Fire - 1997 Magik One: First Flight - 1997 Lost Treasures: Creatures of the Deep - 1998 Forbidden Paradise 7: Deep Forest - 1998 Global Clubbing: The Netherlands - 1998 Space Age 1.0 - 1998 Magik Two: Story of the Fall - 1998 Magik Three: Far from Earth - 1999 Space Age 2.0 (avec DJ Montana) - 1999 Live at Innercity: Amsterdam RAI - 1999 Magik Four: A New Adventure - 1999 In Search of Sunrise | Années 2000 - 2000 Magik Five: Heaven Beyond - 2000 Magik Six: Live in Amsterdam - 2000 Summerbreeze - 2000 In Search of Sunrise 2 - 2001 Revolution - 2001 Magik Seven: Live in Los Angeles - 2002 In Search of Sunrise 3: Panama - 2003 Nyana (Or Certification — NVPI (2004) ) - 2005 In Search of Sunrise 4: Latin America (Or Certification — NVPI (2005) ) - 2006 In Search of Sunrise 5: Los Angeles (Or Certification — CRIA (2007)) - 2007 In Search of Sunrise 6: Ibiza (Or Certification — CRIA (2008), IRMA ), - 2008 In Search of Sunrise 7: Asia (Or Certification — CRIA (2009) ) | Années 2010 - 2011 Club Life: Volume One Las Vegas - 2012 Club Life: Volume Two Miami - 2012 Dance (RED) Save Lives - 2013 Club Life: Volume Three Stockholm - 2015 Club Life: Volume Four New-York City - 2016 Aftr:Hrs Vol. 1 (Mixed by Tiësto) - 2017 Club Life: Volume Five China |

### Singles

#### Artiste principal
| Titre                                                                                  | Année | Meilleure position | Meilleure position | Meilleure position | Meilleure position | Meilleure position | Meilleure position | Meilleure position | Meilleure position | Meilleure position | Meilleure position | Meilleure position | Meilleure position | Meilleure position | Certifications | Album                                 |
| Titre                                                                                  | Année | P-B                | ALL                | AUS                | AUT                | BEL (FL)           | BEL (WAL)          | CAN                | É-U                | FIN                | FRA                | IRE                | R-U                | SUI                | Certifications | Album                                 |
| -------------------------------------------------------------------------------------- | ----- | ------------------ | ------------------ | ------------------ | ------------------ | ------------------ | ------------------ | ------------------ | ------------------ | ------------------ | ------------------ | ------------------ | ------------------ | ------------------ | --- | ------------------------------------- |
| The Tube                                                                               | 1996  | —                  | —                  | —                  | —                  | —                  | —                  | —                  | —                  | —                  | —                  | —                  | —                  | —                  | | Lost Treasures: Creatures of the Deep |
| Gimme Some Sugar / Bleckentrommel (avec Montana & Storm)                               | 1997  | —                  | —                  | —                  | —                  | —                  | —                  | —                  | —                  | —                  | —                  | —                  | —                  | —                  | | Space Age 1.0                         |
| Theme From Norefjell                                                                   | 1999  | —                  | —                  | —                  | —                  | —                  | —                  | —                  | —                  | —                  | —                  | —                  | 97                 | —                  | | Magik Three: Far from Earth           |
| Sparkles                                                                               | 1999  | —                  | —                  | —                  | —                  | —                  | —                  | —                  | —                  | —                  | —                  | —                  | 88                 | —                  | | Magik Four: A New Adventure           |
| Lethal Industry                                                                        | 2001  | 6                  | 95                 | —                  | —                  | 15                 | —                  | —                  | —                  | —                  | —                  | 36                 | 25                 | —                  | | In My Memory                          |
| Battleship Grey (featuring Kirsty Hawkshaw)                                            | 2001  | —                  | —                  | —                  | —                  | —                  | —                  | —                  | —                  | —                  | —                  | —                  | —                  | —                  | | In My Memory                          |
| Suburban Train/Urban Train                                                             | 2001  | 43                 | 88                 | —                  | —                  | —                  | —                  | —                  | —                  | 20                 | —                  | —                  | 22                 | —                  | | In My Memory                          |
| Flight 643                                                                             | 2001  | 7                  | 88                 | —                  | —                  | —                  | —                  | —                  | —                  | —                  | —                  | —                  | 56                 | —                  | | In My Memory                          |
| 643 (Love's on Fire) (featuring Suzanne Palmer)                                        | 2002  | 55                 | —                  | —                  | —                  | 50                 | —                  | —                  | —                  | —                  | —                  | —                  | 36                 | —                  | | In My Memory                          |
| Obsession (avec Junkie XL)                                                             | 2002  | —                  | —                  | —                  | —                  | —                  | —                  | —                  | —                  | —                  | —                  | —                  | 56                 | —                  | | In My Memory                          |
| In My Memory (featuring Nicola Hitchcock)                                              | 2002  | —                  | —                  | —                  | —                  | —                  | —                  | 15                 | —                  | —                  | —                  | —                  | —                  | —                  | | In My Memory                          |
| Dallas 4pm / Magik Journey                                                             | 2003  | —                  | —                  | —                  | —                  | —                  | —                  | —                  | —                  | —                  | —                  | —                  | 108                | —                  | | In My Memory                          |
| Traffic                                                                                | 2003  | 1                  | —                  | —                  | —                  | 3                  | —                  | —                  | —                  | —                  | —                  | —                  | 48                 | —                  | | Just Be                               |
| Love Comes Again (featuring BT)                                                        | 2004  | 4                  | 64                 | —                  | —                  | 6                  | —                  | —                  | —                  | 12                 | —                  | —                  | 30                 | 94                 | | Just Be                               |
| Just Be (featuring Kirsty Hawkshaw)                                                    | 2004  | 12                 | —                  | —                  | —                  | 8                  | —                  | —                  | —                  | —                  | —                  | —                  | 43                 | —                  | | Just Be                               |
| Adagio for Strings                                                                     | 2005  | —                  | 41                 | —                  | 54                 | —                  | —                  | —                  | —                  | 12                 | —                  | 20                 | 37                 | —                  | - BPI: Argent | Just Be                               |
| UR/A Tear in the Open (featuring Matt Hales)                                           | 2005  | —                  | —                  | —                  | —                  | —                  | —                  | —                  | —                  | —                  | —                  | —                  | 208                | —                  | | Just Be                               |
| He's a Pirate (Remix)                                                                  | 2006  | 5                  | 85                 | —                  | —                  | 10                 | —                  | —                  | —                  | 7                  | —                  | 24                 | —                  | —                  | | Elements of Life                      |
| Dance4Life (featuring Maxi Jazz)                                                       | 2006  | 4                  | 74                 | 89                 | —                  | 5                  | 20                 | —                  | —                  | 6                  | —                  | —                  | 67                 | —                  | | Elements of Life                      |
| In the Dark (featuring Christian Burns)                                                | 2007  | 4                  | —                  | —                  | —                  | 27                 | —                  | —                  | —                  | 2                  | —                  | —                  | —                  | —                  | | Elements of Life                      |
| Break My Fall (featuring BT)                                                           | 2007  | 13                 | —                  | —                  | —                  | —                  | —                  | —                  | —                  | 7                  | —                  | —                  | —                  | —                  | | Elements of Life                      |
| Sweet Things (featuring Charlotte Martin)                                              | 2007  | —                  | —                  | —                  | —                  | —                  | —                  | —                  | —                  | —                  | —                  | —                  | —                  | —                  | | Elements of Life                      |
| I Will Be Here (avec Sneaky Sound System)                                              | 2009  | 33                 | —                  | 59                 | —                  | —                  | —                  | —                  | —                  | —                  | —                  | 29                 | 44                 | —                  | | Kaleidoscope                          |
| Escape Me (featuring C.C. Sheffield)                                                   | 2009  | 52                 | —                  | —                  | —                  | —                  | —                  | —                  | —                  | —                  | —                  | —                  | —                  | —                  | | Kaleidoscope                          |
| Feel It (avec Sean Kingston et Flo Rida vs. Three 6 Mafia)                             | 2009  | 62                 | 21                 | —                  | 20                 | —                  | —                  | 33                 | 78                 | —                  | —                  | 39                 | 83                 | —                  | - MC: Or |                                       |
| Feel It in My Bones (featuring Tegan & Sara)                                           | 2010  | —                  | —                  | —                  | —                  | —                  | —                  | 29                 | —                  | —                  | —                  | —                  | —                  | —                  | - MC: Platine | Kaleidoscope                          |
| Who Wants to Be Alone (featuring Nelly Furtado)                                        | 2010  | 34                 | —                  | —                  | —                  | 39                 | —                  | —                  | —                  | —                  | —                  | —                  | 91                 | —                  | | Kaleidoscope                          |
| Speed Rail                                                                             | 2010  | —                  | —                  | —                  | —                  | —                  | —                  | —                  | —                  | —                  | —                  | —                  | —                  | —                  | |                                       |
| C'mon (vs. Diplo)                                                                      | 2010  | —                  | —                  | —                  | —                  | —                  | —                  | —                  | —                  | —                  | —                  | —                  | —                  | —                  | | Club Life: Volume One Last Vegas      |
| C'mon (Catch 'em by Surprise) (vs. Diplo featuring Busta Rhymes)                       | 2011  | 8                  | 68                 | —                  | —                  | 39                 | 39                 | 68                 | —                  | 19                 | —                  | 21                 | 13                 | 68                 | - BPI: Argent | Club Life: Volume One Last Vegas      |
| Only You (avec Kaskade featuring Haley)                                                | 2011  | —                  | —                  | —                  | —                  | —                  | —                  | —                  | —                  | —                  | —                  | —                  | —                  | —                  | | Dynasty                               |
| Zero 76 (avec Hardwell)                                                                | 2011  | 19                 | —                  | —                  | —                  | —                  | 49                 | —                  | —                  | —                  | —                  | —                  | —                  | —                  | | Club Life: Volume One Last Vegas      |
| Young Lions                                                                            | 2011  | —                  | —                  | —                  | —                  | —                  | —                  | —                  | —                  | —                  | —                  | —                  | —                  | —                  | |                                       |
| Work Hard, Play Hard (featuring Kay)                                                   | 2011  | —                  | —                  | —                  | —                  | —                  | —                  | 56                 | —                  | —                  | —                  | —                  | —                  | —                  | |                                       |
| Maximal Crazy                                                                          | 2011  | —                  | —                  | —                  | —                  | —                  | —                  | —                  | —                  | —                  | —                  | —                  | —                  | —                  | | Club Life: Volume Two Miami           |
| Tornado (avec Steve Aoki)                                                              | 2011  | —                  | —                  | —                  | —                  | —                  | —                  | —                  | —                  | —                  | —                  | —                  | —                  | —                  | |                                       |
| What Can We Do                                                                         | 2011  | —                  | —                  | —                  | —                  | —                  | —                  | —                  | —                  | —                  | —                  | —                  | —                  | —                  | | Club Life: Volume Two Miami           |
| We Own the Night (avec Wolfgang Gartner featuring Luciana)                             | 2012  | 80                 | —                  | —                  | —                  | —                  | —                  | —                  | —                  | —                  | 85                 | —                  | 80                 | —                  | | Club Life: Volume Two Miami           |
| People of the Night (vs AN21 & Max Vangeli featuring Lover Lover)                      | 2012  | —                  | —                  | —                  | —                  | —                  | —                  | —                  | —                  | —                  | —                  | —                  | —                  | —                  | | People of the Night                   |
| Beautiful World (avec Mark Knight featuring Dino)                                      | 2012  | —                  | —                  | —                  | —                  | —                  | —                  | —                  | —                  | —                  | —                  | —                  | —                  | —                  | |                                       |
| Hell Yeah! (avec Showtek)                                                              | 2012  | —                  | —                  | —                  | —                  | —                  | —                  | —                  | —                  | —                  | —                  | —                  | —                  | —                  | |                                       |
| Take Me (featuring Kyler England)                                                      | 2013  | —                  | —                  | —                  | —                  | —                  | —                  | —                  | —                  | —                  | —                  | —                  | —                  | —                  | | Club Life: Volume Three Stockholm     |
| United (Ultra Music Festival Anthem) (avec Quintino & Alvaro)                          | 2013  | —                  | —                  | —                  | —                  | —                  | —                  | —                  | —                  | —                  | —                  | —                  | —                  | —                  | | Club Life: Volume Three Stockholm     |
| Paradise (avec Dyro)                                                                   | 2013  | —                  | —                  | —                  | —                  | —                  | —                  | —                  | —                  | —                  | —                  | —                  | —                  | —                  | | Club Life: Volume Three Stockholm     |
| Shocker (avec DJ Punish)                                                               | 2013  | —                  | —                  | —                  | —                  | —                  | —                  | —                  | —                  | —                  | —                  | —                  | —                  | —                  | | Club Life: Volume Three Stockholm     |
| Back to the Acid (avec MOTi)                                                           | 2013  | —                  | —                  | —                  | —                  | —                  | —                  | —                  | —                  | —                  | —                  | —                  | —                  | —                  | | Club Life: Volume Three Stockholm     |
| Move to the Rhythm (avec Nari & Milani vs. Delayers)                                   | 2013  | —                  | —                  | —                  | —                  | —                  | —                  | —                  | —                  | —                  | —                  | —                  | —                  | —                  | |                                       |
| Love and Run (avec Mark Alston & Baggi Bergovic & Jason Taylor featuring Teddy Geiger) | 2013  | —                  | —                  | —                  | —                  | —                  | —                  | —                  | —                  | —                  | —                  | —                  | —                  | —                  | |                                       |
| Red Lights (vocaux de Michel Zitron)                                                   | 2013  | 42                 | 29                 | 8                  | 36                 | —                  | —                  | 41                 | 56                 | 11                 | 156                | 3                  | 6                  | 74                 | - ARIA: Platine - BPI: Or - GLF: Or - MC: Or - RIAA: Or - IFPI SWE: Or                                                                      | A Town Called Paradise                |
| Wasted (featuring Matthew Koma)                                                        | 2014  | 15                 | 49                 | 44                 | 21                 | —                  | —                  | 37                 | 49                 | 11                 | 82                 | 13                 | 3                  | 52                 | - BPI: Or - MC: Or - RIAA: Platine | A Town Called Paradise                |
| Light Years Away (featuring DBX)                                                       | 2014  | —                  | —                  | —                  | —                  | —                  | —                  | —                  | —                  | —                  | —                  | —                  | —                  | —                  | | A Town Called Paradise                |
| Let's Go (featuring Icona Pop)                                                         | 2014  | —                  | —                  | —                  | —                  | —                  | —                  | —                  | —                  | —                  | —                  | —                  | —                  | —                  | | A Town Called Paradise                |
| Say Something                                                                          | 2014  | —                  | —                  | —                  | —                  | —                  | —                  | —                  | —                  | —                  | —                  | —                  | —                  | —                  | |                                       |
| Blow Your Mind (avec MOTi)                                                             | 2015  | —                  | —                  | —                  | —                  | —                  | —                  | —                  | —                  | —                  | —                  | —                  | —                  | —                  | |                                       |
| Secrets (avec KSHMR featuring Vassy)                                                   | 2015  | 21                 | —                  | —                  | 55                 | —                  | 31                 | —                  | —                  | 17                 | 27                 | —                  | —                  | 31                 | - RIAA: Or | Club Life : Volume Four New-York City |
| The Only Way Is Up (avec Martin Garrix)                                                | 2015  | 74                 | —                  | —                  | —                  | —                  | —                  | —                  | —                  | —                  | —                  | —                  | —                  | —                  | | Club Life : Volume Four New-York City |
| Show Me (avec DallasK)                                                                 | 2015  | —                  | —                  | —                  | —                  | —                  | —                  | —                  | —                  | —                  | —                  | —                  | —                  | —                  | | Club Life : Volume Four New-York City |
| Change Your world (avec Jane Zhang)                                                    | 2015  | —                  | —                  | —                  | —                  | —                  | —                  | —                  | —                  | —                  | —                  | —                  | —                  | —                  | |                                       |
| Split (Only U) (avec The Chainsmokers)                                                 | 2015  | —                  | —                  | —                  | —                  | —                  | —                  | —                  | —                  | —                  | 184                | —                  | —                  | —                  | |                                       |
| Chemicals (avec Don Diablo featuring Thomas Troelsen)                                  | 2015  | —                  | —                  | —                  | —                  | —                  | —                  | —                  | —                  | —                  | —                  | —                  | —                  | —                  | - GLF: Argent |                                       |
| Wombass (avec Oliver Heldens)                                                          | 2015  | —                  | —                  | —                  | —                  | —                  | —                  | —                  | —                  | —                  | —                  | —                  | —                  | —                  | |                                       |
| Get Down (avec Tony Junior)                                                            | 2015  | —                  | —                  | —                  | —                  | —                  | —                  | —                  | —                  | —                  | —                  | —                  | —                  | —                  | |                                       |
| The Right Song (avec Oliver Heldens featuring Natalie La Rose)                         | 2016  | 46                 | —                  | —                  | —                  | —                  | —                  | —                  | —                  | —                  | —                  | 57                 | —                  | —                  | - BPI: Argent |                                       |
| Making Me Dizzy (avec Bobby Puma)                                                      | 2016  | —                  | —                  | —                  | —                  | —                  | —                  | —                  | —                  | —                  | —                  | —                  | —                  | —                  | |                                       |
| What You're Waiting For (avec Ummet Ozcan)                                             | 2016  | —                  | —                  | —                  | —                  | —                  | —                  | —                  | —                  | —                  | —                  | —                  | —                  | —                  | |                                       |
| Summer Nights (featuring John Legend)                                                  | 2016  | 57                 | —                  | —                  | —                  | —                  | —                  | —                  | —                  | —                  | —                  | —                  | 60                 | —                  | |                                       |
| Infected (avec Jauz)                                                                   | 2016  | —                  | —                  | —                  | —                  | —                  | —                  | —                  | —                  | —                  | —                  | —                  | —                  | —                  | |                                       |
| I Want You (avec Mike Williams)                                                        | 2016  | —                  | —                  | —                  | —                  | —                  | —                  | —                  | —                  | —                  | —                  | —                  | —                  | —                  | |                                       |
| Your Love (avec DallasK)                                                               | 2016  | —                  | —                  | —                  | —                  | —                  | —                  | —                  | —                  | —                  | —                  | —                  | —                  | —                  | |                                       |
| On My Way (featuring Bright Sparks)                                                    | 2017  | 64                 | —                  | —                  | —                  | —                  | —                  | —                  | —                  | —                  | 184                | —                  | —                  | —                  | |                                       |
| Boom (avec Sevenn)                                                                     | 2017  | —                  | —                  | —                  | —                  | —                  | —                  | —                  | —                  | —                  | —                  | —                  | —                  | —                  | | Club Life : Volume Five China         |
| Harder (avec KSHMR featuring Talay Riley)                                              | 2017  | —                  | —                  | —                  | —                  | —                  | —                  | —                  | —                  | —                  | —                  | —                  | —                  | —                  | | Club Life : Volume Five China         |
| Scream (avec John Christian)                                                           | 2017  | —                  | —                  | —                  | —                  | —                  | —                  | —                  | —                  | —                  | —                  | —                  | —                  | —                  | | Club Life : Volume Five China         |
| Carry You Home (featuring Stargate & Aloe Blacc)                                       | 2017  | —                  | —                  | —                  | —                  | —                  | —                  | —                  | —                  | —                  | —                  | —                  | —                  | —                  | | Club Life : Volume Five China         |
| Boom (avec Gucci Mane & Sevenn)                                                        | 2018  | —                  | —                  | —                  | —                  | —                  | —                  | —                  | —                  | —                  | —                  | —                  | —                  | —                  | - GLF: Platine | Club Life : Volume Five China         |
| I Like It Loud (avec John Christian featuring Marshall Masters & The Ultimate MC)      | 2018  | —                  | —                  | —                  | —                  | —                  | —                  | —                  | —                  | —                  | —                  | —                  | —                  | —                  | | I Like It Loud                        |
| Dawnbreaker (avec Matisse & Sadko)                                                     | 2018  | —                  | —                  | —                  | —                  | —                  | —                  | —                  | —                  | —                  | —                  | —                  | —                  | —                  | | I Like It Loud                        |
| Coming Home (avec Mesto)                                                               | 2018  | —                  | —                  | —                  | —                  | —                  | —                  | —                  | —                  | —                  | —                  | —                  | —                  | —                  | | I Like It Loud                        |
| Break the House Down (avec MOTi)                                                       | 2018  | —                  | —                  | —                  | —                  | —                  | —                  | —                  | —                  | —                  | —                  | —                  | —                  | —                  | | I Like It Loud                        |
| Phoenix (Color Switch Soundtrack)                                                      | 2018  | —                  | —                  | —                  | —                  | —                  | —                  | —                  | —                  | —                  | —                  | —                  | —                  | —                  | |                                       |
| Jackie Chan (avec Dzeko featuring Preme & Post Malone)                                 | 2018  | 7                  | 25                 | 13                 | 19                 | 13                 | 5                  | 7                  | 52                 | 10                 | 54                 | 6                  | 5                  | 27                 | - BEA: Or - BPI: Platine - BVMI: Platine - GLF: 2x Platine - IFPI AUT: Or - MC: 3x Platine - RIAA: Platine - SNEP: Platine                  | The London Sessions                   |
| Wow                                                                                    | 2018  | —                  | —                  | —                  | —                  | —                  | —                  | —                  | —                  | —                  | —                  | —                  | —                  | —                  | |                                       |
| Grapevine                                                                              | 2018  | —                  | —                  | —                  | —                  | —                  | —                  | —                  | —                  | —                  | —                  | —                  | —                  | —                  | |                                       |
| Affliction (avec Zaxx featuring Olivera)                                               | 2018  | —                  | —                  | —                  | —                  | —                  | —                  | —                  | —                  | —                  | —                  | —                  | —                  | —                  | | Ninjawerks, Vol. 1                    |
| Halfway There (avec Dzeko featuring Lena Leon)                                         | 2019  | —                  | —                  | —                  | —                  | —                  | —                  | —                  | —                  | —                  | —                  | —                  | —                  | —                  | | Together                              |
| Can You Feel It (avec John Christian)                                                  | 2019  | —                  | —                  | —                  | —                  | —                  | —                  | —                  | —                  | —                  | —                  | —                  | —                  | —                  | | Together                              |
| Can't Get Enough (avec Mesto)                                                          | 2019  | —                  | —                  | —                  | —                  | —                  | —                  | —                  | —                  | —                  | —                  | —                  | —                  | —                  | | Together                              |
| Trouble (avec 7 Skies featuring Micky Blue)                                            | 2019  | —                  | —                  | —                  | —                  | —                  | —                  | —                  | —                  | —                  | —                  | —                  | —                  | —                  | | Together                              |
| Party Time (avec Swacq)                                                                | 2019  | —                  | —                  | —                  | —                  | —                  | —                  | —                  | —                  | —                  | —                  | —                  | —                  | —                  | | Together                              |
| My Whistle (avec Sikdope)                                                              | 2019  | —                  | —                  | —                  | —                  | —                  | —                  | —                  | —                  | —                  | —                  | —                  | —                  | —                  | | Together                              |
| Lose Control (avec Stoltenhoff)                                                        | 2019  | —                  | —                  | —                  | —                  | —                  | —                  | —                  | —                  | —                  | —                  | —                  | —                  | —                  | | Together                              |
| Diamonds (avec Aazar featuring Micky Blue)                                             | 2019  | —                  | —                  | —                  | —                  | —                  | —                  | —                  | —                  | —                  | —                  | —                  | —                  | —                  | | Together                              |
| Feels So Good (avec Justin Caruso featuring Kelli-Leigh)                               | 2019  | —                  | —                  | —                  | —                  | —                  | —                  | —                  | —                  | —                  | —                  | —                  | —                  | —                  | | Together                              |
| Ritual (avec Jonas Blue & Rita Ora)                                                    | 2019  | 11                 | —                  | —                  | —                  | 10                 | 19                 | 99                 | —                  | —                  | 70                 | 13                 | 24                 | 56                 | - BEA: Or - BPI: Or - GLF: Platine - MC: Platine - SNEP: Or                                                                                 | The London Sessions                   |
| Acordeão (avec Moska)                                                                  | 2019  | —                  | —                  | —                  | —                  | —                  | —                  | —                  | —                  | —                  | —                  | —                  | —                  | —                  | | Together                              |
| God is a Dancer (avec Mabel)                                                           | 2019  | 37                 | 95                 | —                  | —                  | 48                 | —                  | —                  | —                  | —                  | —                  | 25                 | 15                 | —                  | - BPI: Or | The London Sessions                   |
| Blue (featuring Stevie Appleton)                                                       | 2019  | —                  | —                  | —                  | —                  | —                  | —                  | —                  | —                  | —                  | —                  | —                  | —                  | —                  | | The London Sessions                   |
| My Frequency (avec 7 Skies featuring RebMoe)                                           | 2020  | —                  | —                  | —                  | —                  | —                  | —                  | —                  | —                  | —                  | —                  | —                  | —                  | —                  | | Together                              |
| Nothing Really Matters (avec Becky Hill)                                               | 2020  | 56                 | —                  | —                  | —                  | —                  | —                  | —                  | —                  | —                  | —                  | —                  | 76                 | —                  | | The London Sessions                   |
| The Drop (avec Djs from Mars & Rudeejay & Da Brozz)                                    | 2020  | —                  | —                  | —                  | —                  | —                  | —                  | —                  | —                  | —                  | —                  | —                  | —                  | —                  | | Musical Freedom Unlimited             |
| Lose You (featuring Ilira)                                                             | 2020  | —                  | —                  | —                  | —                  | —                  | —                  | —                  | —                  | —                  | —                  | —                  | —                  | —                  | | The London Sessions                   |
| Tomorrow (featuring 433)                                                               | 2020  | —                  | —                  | —                  | —                  | —                  | —                  | —                  | —                  | —                  | —                  | —                  | —                  | —                  | |                                       |
| Coffee (Give me Something) (avec Vintage Culture)                                      | 2020  | —                  | —                  | —                  | —                  | —                  | —                  | —                  | —                  | —                  | —                  | —                  | —                  | —                  | |                                       |
| The Business (vocaux de James Bell)                                                    | 2020  | 1                  | 3                  | 4                  | 6                  | 2                  | 2                  | 13                 | 69                 | 15                 | 62                 | 1                  | 3                  | 4                  | - ARIA: 5× Platine - BEA: Platine - BPI: 2x Platine - BVMI: Platine - IFPI AUT: 3x Platine - MC: 6x Platine - RIAA: Platine - SNEP: Platine | Drive                                 |
| The Business Part II (avec Ty Dolla $ign)                                              | 2021  | —                  | —                  | —                  | —                  | —                  | —                  | —                  | —                  | —                  | —                  | —                  | —                  | —                  | |                                       |
| Don't Be Shy (avec Karol G)                                                            | 2021  | 27                 | —                  | —                  | —                  | —                  | 49                 | 79                 | —                  | —                  | 165                | 64                 | —                  | 47                 | - ARIA: Or - MC: Platine - RIAA: Or | Drive                                 |
| Clickbait                                                                              | 2021  | —                  | —                  | —                  | —                  | —                  | —                  | —                  | —                  | —                  | —                  | —                  | —                  | —                  | | Together Again                        |
| Oohla Oohla (avec Lucas & Steve)                                                       | 2021  | —                  | —                  | —                  | —                  | —                  | —                  | —                  | —                  | —                  | —                  | —                  | —                  | —                  | | Together Again                        |
| I'll Take You High                                                                     | 2021  | —                  | —                  | —                  | —                  | —                  | —                  | —                  | —                  | —                  | —                  | —                  | —                  | —                  | | Together Again                        |
| Money (avec Killfake)                                                                  | 2021  | —                  | —                  | —                  | —                  | —                  | —                  | —                  | —                  | —                  | —                  | —                  | —                  | —                  | | Together Again                        |
| Be Something (avec Ummet Ozcan & Tomhio)                                               | 2021  | —                  | —                  | —                  | —                  | —                  | —                  | —                  | —                  | —                  | —                  | —                  | —                  | —                  | | Together Again                        |
| The Motto (avec Ava Max)                                                               | 2021  | 5                  | 10                 | 22                 | 11                 | 3                  | 5                  | 6                  | 42                 | 11                 | 60                 | 6                  | 12                 | 5                  | - ARIA: 2× Platine - BPI: Platine - BVMI: Platine - IFPI AUT: 2x Platine - MC: 5× Platine - RIAA: Platine - SNEP: Platine                   | Drive                                 |
| Savage (avec Deorro)                                                                   | 2022  | —                  | —                  | —                  | —                  | —                  | —                  | —                  | —                  | —                  | —                  | —                  | —                  | —                  | | Together Again                        |
| Hot in It (avec Charli XCX)                                                            | 2022  | 19                 | 76                 | —                  | —                  | —                  | —                  | 85                 | —                  | —                  | —                  | 27                 | 24                 | —                  | - BPI: Argent - MC: Or | Drive                                 |
| Baila Conmigo                                                                          | 2022  | —                  | —                  | —                  | —                  | —                  | —                  | —                  | —                  | —                  | —                  | —                  | —                  | —                  | |                                       |
| Can U Dance (To My Beat)                                                               | 2022  | —                  | —                  | —                  | —                  | —                  | —                  | —                  | —                  | —                  | —                  | —                  | —                  | —                  | |                                       |
| Pump It Louder (avec Black Eyed Peas)                                                  | 2022  | —                  | —                  | —                  | —                  | —                  | —                  | —                  | —                  | —                  | —                  | —                  | —                  | —                  | | Drive                                 |
| 10:35 (featuring Tate McRae)                                                           | 2022  | 16                 | 11                 | 13                 | 10                 | 23                 | 11                 | 18                 | 69                 | —                  | 57                 | 5                  | 8                  | 13                 | - ARIA: Platine - BPI: Or - BVMI: Or - IFPI AUT: Platine - MC: 3x Platine - RIAA: Platine - SNEP: Platine                                   | Drive                                 |
| I Can't Wait (avec Solardo featuring Poppy Baskcomb)                                   | 2022  | —                  | —                  | —                  | —                  | —                  | —                  | —                  | —                  | —                  | —                  | —                  | —                  | —                  | |                                       |
| Lay Low                                                                                | 2023  | 9                  | 10                 | —                  | 8                  | 13                 | 47                 | —                  | —                  | —                  | —                  | 74                 | —                  | 10                 | - BVMI: Or - IFPI AUT: Platine - MC: Platine                                                                                                | Drive                                 |
| Renaissance (The White Lotus) (Remix) (avec Cristobal Tapia de Veer)                   | 2023  | —                  | —                  | —                  | —                  | —                  | —                  | —                  | —                  | —                  | —                  | —                  | —                  | —                  | |                                       |
| All Nighter                                                                            | 2023  | —                  | —                  | —                  | —                  | —                  | —                  | —                  | —                  | —                  | —                  | —                  | —                  | —                  | | Drive                                 |
| Feel Your Ghost (avec Mathame)                                                         | 2023  | —                  | —                  | —                  | —                  | —                  | —                  | —                  | —                  | —                  | —                  | —                  | —                  | —                  | |                                       |
| Chills (LA Hills) (avec A Boogie wit da Hoodie)                                        | 2023  | —                  | —                  | —                  | —                  | —                  | —                  | —                  | —                  | —                  | —                  | —                  | —                  | —                  | | Drive                                 |
| Yesterday                                                                              | 2023  | —                  | —                  | —                  | —                  | —                  | —                  | —                  | —                  | —                  | —                  | —                  | —                  | —                  | | Drive                                 |
| Drifting                                                                               | 2023  | 22                 | —                  | —                  | —                  | —                  | —                  | —                  | —                  | —                  | —                  | —                  | —                  | —                  | |                                       |
| BOTH (avec Bia & 21 Savage)                                                            | 2023  | —                  | —                  | —                  | —                  | —                  | —                  | —                  | —                  | —                  | —                  | —                  | —                  | —                  | | Tiësto's New Year's Eve VIP           |
| Rule the World (Everybody) (avec Tears for Fears & Niiko & Swae & Gudfella)            | 2023  | —                  | —                  | —                  | —                  | —                  | —                  | —                  | —                  | —                  | —                  | —                  | —                  | —                  | |                                       |
| Run Free (Countdown) (avec R3hab)                                                      | 2023  | —                  | —                  | —                  | —                  | —                  | —                  | —                  | —                  | —                  | —                  | —                  | —                  | —                  | |                                       |
| Meet Her (vs. Da Hool)                                                                 | 2023  | —                  | —                  | —                  | —                  | —                  | —                  | —                  | —                  | —                  | —                  | —                  | —                  | —                  | |                                       |
| Thank You (Not So Bad) (avec Dimitri Vegas & Like Mike & W&W & Dido)                   | 2023  | 14                 | 16                 | —                  | 14                 | 28                 | 22                 | —                  | —                  | —                  | 85                 | 36                 | 50                 | 14                 | |                                       |
| All My Life (avec Fast Boy)                                                            | 2024  | 73                 | —                  | —                  | —                  | 38                 | —                  | —                  | —                  | —                  | —                  | —                  | —                  | —                  | |                                       |
| Waterslides (avec Rudimental & Absolutely)                                             | 2024  | —                  | —                  | —                  | —                  | —                  | —                  | —                  | —                  | —                  | —                  | —                  | —                  | —                  | |                                       |
| Contigo (avec Karol G)                                                                 | 2024  | —                  | —                  | —                  | —                  | —                  | —                  | —                  | 61                 | —                  | —                  | —                  | —                  | 58                 | |                                       |
| Explode (avec Moguai)                                                                  | 2024  | —                  | —                  | —                  | —                  | —                  | —                  | —                  | —                  | —                  | —                  | —                  | —                  | —                  | |                                       |
| Danza Kuduro (avec Don Omar & Lucenzo)                                                 | 2024  | —                  | —                  | —                  | —                  | —                  | —                  | —                  | —                  | —                  | —                  | —                  | —                  | —                  | |                                       |
| Mockingbird (avec Dimitri Vegas & Like Mike & Gabry Ponte)                             | 2024  | —                  | —                  | —                  | —                  | —                  | —                  | —                  | —                  | —                  | —                  | —                  | —                  | —                  | |                                       |
| My City (avec Prophecy featuring Katy Tiz)                                             | 2024  | —                  | —                  | —                  | —                  | —                  | —                  | —                  | —                  | —                  | —                  | —                  | —                  | —                  | |                                       |
| Click Click Click (avec Hedex & Basslayerz)                                            | 2024  | —                  | —                  | —                  | —                  | —                  | —                  | —                  | —                  | —                  | —                  | —                  | —                  | —                  | |                                       |
| Zenless (avec Lucas & Steve & Silent Child & Sān-Z)                                    | 2024  | —                  | —                  | —                  | —                  | —                  | —                  | —                  | —                  | —                  | —                  | —                  | —                  | —                  | |                                       |
| Hot Honey (avec Alana Sprinsteen)                                                      | 2024  | —                  | —                  | —                  | —                  | —                  | —                  | —                  | —                  | —                  | —                  | —                  | —                  | —                  | |                                       |
| « — » signifie que le single ne s'est pas classé ou n'est pas sorti dans le pays.      |       |                    |                    |                    |                    |                    |                    |                    |                    |                    |                    |                    |                    |                    | |                                       |

#### Artiste en featuring
| Titre                                                                             | Année | Meilleure position | Album                   |
| Titre                                                                             | Année | R-U                | Album                   |
| --------------------------------------------------------------------------------- | ----- | ------------------ | ----------------------- |
| The First Note Is Silent (High Contrast featuring Tiësto & Underworld)            | 2011  | 48                 | The Agony & the Ecstasy |
| iTrance (Disco Fries featuring Tiësto)                                            | 2013  | —                  | Rehash                  |
| « — » signifie que le single ne s'est pas classé ou n'est pas sorti dans le pays. |       |                    |                         |

### Remixes
1995
- West & Storm - Dans la Boîte (DJ Tiësto Remix)
- Faithless - Insomnia (DJ Tiësto Remix)

1998
- The MacKenzie featuring Jessy - Innocence (DJ Tiësto's Magikal Remake)
- Rene & Da Groove - You're So Beautiful (Tiësto & Montana Beautiful Remix)

1999
- Balearic Bill - Destination Sunshine (DJ Tiësto's Power Remix)
- Subtle by Design - Sirius (DJ Tiësto Remix)
- Signum featuring Scott Mac - Coming On Strong (DJ Tiësto Remix)
- BT featuring Kirsty Hawkshaw - Dreaming (DJ Tiësto Remix)

2000
- Salt Tank - Eugina (Tiësto Remix)
- Kid Vicious - Re-Form (Tiësto Remix)
- Green Court - Shining (DJ Tiësto Remix)
- Goldenscan - Sunrise (Tiësto Remix)
- E.V.O. - The Sound of the Drums (DJ Tiësto Remix)
- DJ Jan - Blaxo (DJ Tiësto Remix)
- Delerium featuring Sarah McLachlan - Silence (DJ Tiësto In Search of Sunrise Remix)
- SuReal - You Take My Breath Away (Tiësto Remix)
- Johan Gielen presents Abnea - Velvet Moods (Tiësto Remix)

2001
- Schiller - Das Glockenspiel (DJ Tiesto Remix)
- Motorcraft - When Time Will Come (DJ Tiësto Remix)
- Jan Johnston - Flesh (DJ Tiësto Remix)
- Faithless - Tarantula (Tiësto Remix)
- Delerium featuring Leigh Nash - Innocente (Falling In Love) (DJ Tiësto Remix)
- Coast 2 Coast - Home (DJ Tiësto Remix)

2002
- Roc Project featuring Tina Arena - Never (DJ Tiësto Remix)
- Avalon - Can't Live A Day (DJ Tiësto Remix)
- Svenson & Gielen - We Know What You Did (DJ Tiësto Remix)
- Paul Oakenfold - Southern Sun (DJ Tiësto Remix)
- Moby - We Are All Made of Stars (DJ Tiësto Full Vocal Mix)
- Moby - Extreme Ways (DJ Tiësto's Vocal Remix)
- Mauro Picotto - Pulsar (DJ Tiësto Remix)
- Lost Witness - Did I Dream (DJ Tiësto Remix)
- Junkie XL & Sasha - Breezer (DJ Tiësto Remix)

2003
- Skin - Faithfulness (Tiësto Remix)
- Cor Fijneman featuring Jan Johnston - Venus (Meant to Be Your Lover) (Tiësto Remix)
- Radiohead - Street Spirit (DJ Tiësto Remix)
- M-Box featuring Tiff Lacey - Kiss in Shadows (Tiësto Remix)
- Madonna - Die Another Day (Tiësto Remix)
- Kane - Rain Down on Me (Tiësto Remix)

2004
- Cirque Du Soleil - Mer Noire (Tiësto Remix)
- BT - The Force of Gravity (Tiësto Remix)

2006
- José González - Crosses (Tiësto Remix)

2007
- Snow Patrol - Open Your Eyes (Tiësto Remix)
- Imogen Heap - Hide and Seek (Tiësto Remix)
- Justin Timberlake - LoveStoned/I Think She Knows (Tiësto Remix)
- Tegan and Sara - Back in Your Head (Tiësto Remix)
- Seal – The Right Life (Tiësto Remix)
- Britney Spears - Piece of Me (Tiësto Remix)

2008
- Cary Brothers - Ride (Tiësto Remix)
- Jordin Sparks - No Air (Tiësto Remix)
- Jes - Imagination (Tiësto Remix)
- Tarkan - Pare Pare (Tiësto Remix)
- Maroon 5 - Not Falling Apart (Tiësto Remix)

2009
- The Killers - Spaceman (Tiësto Remix)
- Calvin Harris - I'm Not Alone (Tiësto Remix)
- Yeah Yeah Yeahs - Heads Will Roll (Tiësto Remix)
- Bloc Party - One More Chance (Tiësto Remix)
- Nelly Furtado - Manos Al Aire (Tiësto Remix)
- Tastexperience - Summersault (Tiësto Remix)
- Editors - Papillon (Tiësto Remix)
- Muse - Resistance (Tiësto Remix)
- Dada Life - Let's Get Bleeped Tonight (Tiësto Remix)
- Mylène Farmer - C'est dans l'air (Tiësto Remix)
- System F - Out of the Blue 2010 (Tiësto Remix)

2010
- Goldfrapp - Rocket (Tiësto Remix)
- Turboweekend - Trouble Is (Tiësto Remix)
- Où Est Le Swimming Pool - These New Knights (Tiësto Remix)
- Amy Macdonald - Spark (Tiësto Remix)
- Faithless - Tweak Your Nipple (Tiësto Remix)
- Dirty South featuring Rudy - Phazing (Tiësto Remix)
- Tiësto featuring Christian Burns - In the Dark (Tiësto 2010 Remix)
- Tiësto & Sneaky Sound System - I Will Be Here (Tiësto Remix)
- Charlie Dée - Have It All (Tiësto Remix)
- Pendulum - The Island (en) (Tiësto Remix)
- Robbie Rivera - We Live for the Music (Tiësto Remix)
- Lady Gaga - Bad Romance (Tiësto Remix)
- Moby - Shot in the Back of the Head (Tiësto Remix)
- The Sound of Arrows - Nova (Tiësto Remix)
- HIM - Love the Hardest Way (Tiësto Remix)
- Miguel Bosé - Dame Argumentos (Tiësto remix)
- Conjure One featuring Sinéad O'Connor - Tears from the Moon (Tiësto In Search Of Sunrise Remix)

2011
- Lune - Girls With Bangs (Tiësto Remix)
- Katy Perry - E.T. (Tiësto Remix)
- Ladytron -  Ace of Hz (Tiësto Remix)
- Kanye West - Lost in the World (Tiësto Remix)
- Kay - M.A.J.O.R. (Tiësto Remix)
- Hard-Fi - Fire in the House (Tiësto Remix)
- Marcel Woods - Advanced (Tiësto Remix)
- Joker featuring Silas - Slaughter House (Tiësto Remix)
- High Contrast featuring Tiësto & Underworld - The First Note is Silent (Tiësto Remix)
- Coldplay - Paradise (Tiësto Remix)
- Lalo Schifrin - Mission Impossible Theme (Tiësto Remix)

2012
- Gotye featuring Kimbra - Somebody That I Used to Know (Tiësto Remix)
- Autoerotique - Bring That Beat Back (Tiësto Remix)
- Afrojack & Shermanology - Can't Stop Me (Tiësto Remix)
- The Naked and Famous - Young Blood (Tiësto & Hardwell Remix)
- David Guetta featuring Taped Rai - Just One Last Time (Tiësto Remix)
- Calvin Harris featuring Florence Welch - Sweet Nothing (Tiësto Remix)
- Nelly Furtado featuring The Kenyan Boys Choir - Thoughts (Tiësto Remix)
- Nelly Furtado - Parking Lot (Tiësto Remix)
- Youngblood Hawke - We Come Running (Tiësto Remix)

2013
- Passion Pit - Carried Away (Tiësto Remix)
- Zedd featuring Foxes - Clarity (Tiësto Remix)
- Dada Life - So Young So High (Tiësto Remix)
- Showtek & Noisecontrollers - Get Loose (Tiësto Remix)
- Jus Jack & Oza featuring Blessid Union of Souls - Love Is the Answer (Tiësto Remix)
- Calvin Harris featuring Florence Welch - Sweet Nothing (Tiësto & Ken Loi Re-Remix)
- Tiësto & Quintino & Alvaro - United (Tiësto & Blasterjaxx Remix)
- Icona Pop featuring Charli XCX - I Love It (Tiësto Remix)
- Tiësto featuring Calvin Harris - Century (Tiësto & Moska Remix)
- Beyoncé - Standing on the Sun (Tiësto Remix)
- Ellie Goulding - Burn (Tiësto Remix)
- Zedd featuring Hayley Williams - Stay the Night (Tiësto's Club Life Remix)
- Monkey Safari - Coming Down (Hi-Life) (Tiësto Remix)
- Afrojack featuring Spree Wilson - The Spark (Tiësto vs. Twoloud Remix)

2014
- Hardwell featuring Matthew Koma - Dare You (Tiësto vs. Twoloud Remix)
- John Legend - All of Me (Tiësto's Birthday Treatment Remix)
- Moxie Raia - Buffalo Bill (Tiësto Remix)
- Jack Eye Jones - Playground (Tiësto Remix)
- Galantis - You (Tiësto vs. Twoloud Remix)
- John Martin - Anywhere For You (Tiësto vs Dzeko & Torres Remix)
- Coldplay - Midnight (Tiësto Remix)
- Chris Lake featuring Jareth - Helium (Tiësto Remix)
- 3LAU - Bang (Tiësto Bootleg)
- R3hab - Samurai (Tiësto Remix)
- American Authors - Believer (Tiësto Remix)
- Basement Jaxx - Never Say Never (en) (Tiësto & MOTi Remix)
- Sander van Doorn & Martin Garrix & DVBBS featuring Aleesia - Gold Skies (Tiësto Remix)
- Charli XCX - Break the Rules (Tiësto Remix)
- Tiësto featuring DBX - Light Years Away (Tiësto & MOTi Remix)
- Seven Lions featuring Ellie Goulding - Don't Leave (Tiësto Remix)
- The Weeknd - Often (Tiësto Remix)
- Beyoncé - Drunk in Love (Tiësto Remix)

2015
- Mikey B - Stay a While (Tiësto Remix)
- Sam Smith - Lay Me Down (Tiësto Remix)
- Charles Perry - Stranger To Love (Tiësto Remix)
- Dotan (en) - Home (Tiësto vs. Twoloud Remix)
- MOTi - House of Now (Tiësto Edit)
- Major Lazer & DJ Snake featuring MØ - Lean On (Tiësto & MOTi Remix)
- Dzeko & Torres featuring Delaney Jane - L'amour toujours (Tiësto Edit)
- Wee-O featuring Morgan Karr - Fighting For (Tiësto Edit)
- Bobby Puma - Someone Somewhere (Tiësto Edit)
- Firebeatz - Sky High (Tiësto Edit)
- The Chainsmokers featuring Great Good Fine OK - Let You Go (Tiësto Remix)
- Jess Glynne - Take Me Home (Tiësto Remix)
- Faithless - God is a DJ 2.0 (Tiësto Remix)

2016
- Alan Walker featuring Iselin Solheim - Faded (Tiësto's Deep House Remix / Tiësto's Nothern Lights Remix)
- Dillon Francis & Kygo featuring James Hersey - Coming Over (Tiësto Remix)
- Muna - Winterbreak (Tiësto's Deep House Remix)
- Calum Scott - Dancing On My Own (Tiësto Remix)
- Tiësto featuring John Legend - Summer Nights (Tiësto's Deep House Remix)
- DJ Snake featuring Justin Bieber - Let Me Love You (Tiësto's AFTR:HRS Remix)
- Bastille - Send Them Off! (Tiësto Remix)
- Calvin Harris - My Way (Tiësto Remix)
- Niall Horan - This Town (Tiësto Remix)

2017
- Matthew Koma - Hard To Love (Tiësto's Big Room Remix)
- Kygo & Selena Gomez - It Ain't Me (Tiësto's AFTR:HRS Remix)
- Miley Cyrus - Malibu (Tiësto Remix)
- French Montana featuring Swae Lee - Unforgettable (Tiësto & Dzeko's AFTR:HRS Remix)
- Z. Tao - Time (Tiësto's Big Room Remix)
- Marshmello featuring Khalid - Silence (Tiësto's Big Room Remix)
- P!nk - What About Us (Tiësto's AFTR:HRS Remix)
- Calum Scott - You Are the Reason (Tiësto's AFTR:HRS Remix)
- RedOne & Daddy Yankee & French Montana & Dinah Jane - Boom Boom (Tiësto Remix)

2018
- MC Fioti & Future & J. Balvin & Stefflon Don & Juan Magán - Bum Bum Tam Tam (Tiësto & SWACQ Remix)
- Ed Sheeran - Happier (Tiësto's AFTR:HRS Remix)
- Tiësto featuring Stargate & Aloe Blacc - Carry You Home (Tiësto's AFTR:HRS Remix)
- Tiësto & Dzeko featuring Preme & Post Malone - Jackie Chan (Tiësto's Big Room Remix)

2019
- Niels van Gogh - Pulverturm (Tiësto's Big Room Remix)
- Clean Bandit featuring Ellie Goulding - Mama (Tiësto's Big Room Remix)
- Billie Eilish - Bad Guy (Tiësto's Big Room Remix)
- Dynoro & Ina Wroldsen - Obsessed (Tiësto Remix)
- Avicii featuring Agnes & Vargas & Lagola - Tough Love (Tiësto Remix)
- Martin Garrix featuring Macklemore & Patrick Stump - Summer Days (Tiësto Remix)
- Illenium featuring Jon Bellion - Good Things Fall Apart (Tiësto's Big Room Remix)
- Coldplay - A Sky Full of Stars (Tiësto vs Djs from Mars Tomorrowland 2019 Bootleg)
- A Boogie wit da Hoodie - Look Back at It (Tiësto & SWACQ Remix)
- Jaz Dhami & Eren E - Bomb Bae (Tiësto Remix)

2020
- Halsey - You Should Be Sad (Tiësto Remix)
- Mabel - Boyfriend (Tiësto Remix)
- John Newman - Stand By Me (Tiësto Remix)
- Will Ferrell & My Marianne - Double Trouble (Tiësto's Euro 90s Tribute Remix)
- Jübel featuring Neimy - Dancing in the Moonlight (Tiësto Remix)
- Sigala & James Arthur - Lasting Lover (Tiësto Remix)
- Joel Corry & MNEK - Head & Heart (Tiësto Remix)
- Katy Perry featuring Aitana - Resilient (Tiësto Remix)

2021
- ATB & Topic & A7S - Your Love (9PM) (Tiësto Remix)
- DJ Snake & Selena Gomez - Selfish Love (Tiësto Remix)
- Sofia Carson - Fool's Gold (Tiësto 24 Karat Gold Edition)
- Ben Platt - Imagine (Tiësto Remix)
- Coldplay - Higher Power (Tiësto Remix)
- Cannons - Fire for You (Tiësto Remix)
- Farruko - Pepas (Tiësto Remix)
- Slander & Dylan Matthew - Love Is Gone (Tiësto Remix)
- Tiësto & Ava Max - The Motto (Tiësto's New Year's Eve VIP Mix)

2022
- Sebastián Yatra - Tacones Rojos (Tiësto Remix)
- Meduza featuring Hozier - Tell It To My Heart (Tiësto Remix)
- Acraze featuring Cherish - Do It to It (Tiësto Remix)
- Charlie Puth - Light Switch (Tiësto Remix)
- Sigala - Melody (Tiësto Remix)
- Öwnboss & Sevek - Move Your Body (Tiësto Remix)
- Cherub - Doses & Mimosas (Tiësto Remix)
- Becky G - No Mienten (Tiësto Remix)
- Tom Odell - Another Love (Tiësto Remix)
- Pete Tong & Becky Hill feat. Jules Buckley & The Heritage Orchestra - You Got the Love (Tiësto Remix)
- Badshah & J. Balvin - Voodoo (Tiësto Remix)
- Tiësto & Charli XCX - Hot in It (Tiësto's Hotter Mix)
- Axel Rulay featuring El Alfa & Farruko - Si Es Trucho Es Trucho (Tiësto Remix)
- Tiga - Mind Dimension (Tiësto Remix)
- David Guetta & Bebe Rexha - I'm Good (Blue) (Tiësto Remix)
- Jimi Jules - My City's On Fire (Tiësto Remix)
- Bizarrap & Quevedo - Bzrp Music Sessions Vol. 52 : Quédate (Tiësto Remix)
- Makar - Mood (Tiësto Remix)
- Gordo - Taraka (Tiësto Remix)
- Tiësto featuring Tate McRae - 10:35 (Tiesto's New Year's Eve VIP Remix)

2023
- Dean Lewis - How Do I Say Goodbye (Tiësto Remix)
- Tiësto - Lay Low (Tiësto VIP Mix)
- Cristobal Tapia de Veer - Renaissance (The White Lotus) (Tiësto Remix)
- Aqua - Barbie Girl (Tiësto Remix)
- Tiësto & A Boogie wit da Hoodie - Chills (LA Hills) (VIP Mix)
- Allegra - Round & Round (Tiësto Remix)
- Notre Dame - Yumi (Tiësto Remix)
- Hannah Laing featuring RoRo - Good Love (Tiësto Remix)
- Becky Hill & Chase and Status - Disconnect (Tiësto Remix)
- Alok & Ava Max & Ayla - Car Keys (Ayla) (Tiësto Remix)
- Issey Cross - Bittersweet Goodbye (Tiësto's Hardcore Remix)
- Sonny Fodera & MK featuring Clementine Douglas - Asking (Tiësto's Remix)
- Tiësto & Bia & 21 Savage - BOTH (Tiësto's VIP Mix)
- Swedish House Mafia - Ray of Solar (Tiësto Remix)
- Karan Aujla & Ikky - Softly (Tiësto Remix)
- Zerb & Sofiya Nzau - Mwaki (Tiësto's VIP Mix)

2024
- James Hype featuring Kim Petras - Drums (Tiësto Remix)
- Zach Bryan - I Remember (Tiësto Remix)
- Teddy Swims - Lose Control (Tiësto Remix)
- Myke Towers - La Falda (Tiësto Remix)
- Don Omar & Lucenzo - Danza Kuduro (Tiësto Remix)
- Bizarrap & Shakira - Bzrp Music Sessions Vol. 53 : Shakira (Tiësto Remix)
- U2 - Atomic City (Tiësto Remix)
- Maisy Kay - Karma (Tiësto Version)

## Sous d'autres noms

### Handover Circuit
- 1994 : Dominating Powers

### DJ Mephisto
- 1994 : Crippled Bitch

### Passenger
- 1997 : Blackspin

### Drumfire
- 1998 : Flying Squirrel Problem

### Control Freak (avec Benno De Goeij & Piet Bervoets)
- 1998 : Subspace Interference

### Clear View (avec Greg "Storm" Van's Gravesande)
| Titre        | Année | Album                        |
| ------------ | ----- | ---------------------------- |
| Cry For Love | 1998  | Magik Two: Story of the Fall |

### A3 (avec DJ Montana)
| Titre           | Année | Album         |
| --------------- | ----- | ------------- |
| Imperial Forces | 1998  | Space Age 2.0 |

### Andante (avec DJ Blackout)
- 1998 :  Above The Clouds

### Kamaya Painters (avec Benno De Goeij)

#### Compilations
| Titre                                | Détails                                                                               |
| ------------------------------------ | ------------------------------------------------------------------------------------- |
| Kamaya Painters: The Collected Works | - Sortie: 21 avril 2008 - Labels: Black Hole Recordings - Formats: Téléchargement, CD |

#### Singles
| Titre                                      | Année | Album                            |
| ------------------------------------------ | ----- | -------------------------------- |
| Endless Wave / Northern Spirit / Outstream | 1998  | Global Clubbing: The Netherlands |
| Subspace Interference                      | 1998  | Magik Two: Story of the Fall     |
| Far From Over / Cryptomnesia / Soft Light  | 1999  | In Search of Sunrise             |
| Wasteland / Summerbreeze                   | 2000  | Magik Six: Live in Amsterdam     |

### Roze
| Titre    | Année | Album                            |
| -------- | ----- | -------------------------------- |
| Our Love | 1998  | Global Clubbing: The Netherlands |

### Allure

#### Albums studio
| Titre              | Détails                                                                    |
| ------------------ | -------------------------------------------------------------------------- |
| Kiss from the Past | - Sortie: 13 juin 2011 - Labels: Magik Muzik - Formats: Téléchargement, CD |

#### Singles
| Titre                                       | Année | Album                                 |
| ------------------------------------------- | ----- | ------------------------------------- |
| When She Left                               | 1998  | Magik One: First Flight               |
| Cruising                                    | 1998  | Magik Three: Far From Earth           |
| We Ran At Dawn                              | 2000  | Magik Four: A New Adventure           |
| No More Tears                               | 2000  | Magik Five: Heaven Beyond             |
| The Loves We Lost                           | 2006  | In Search of Sunrise 4: Latin America |
| Somewhere Inside (featuring Julie Thompson) | 2008  | In Search of Sunrise 6: Ibiza         |
| Power of You (featuring Christian Burns)    | 2008  | In Search of Sunrise 7: Asia          |
| Pair of Dice                                | 2012  |                                       |

### Gouryella(avecFerry Corsten)

#### Compilations
| Titre                                 | Détails                                                                               |
| ------------------------------------- | ------------------------------------------------------------------------------------- |
| Best of System F & Gouryella (Part 1) | - Sortie: 4 juillet 2005 - Labels: Flashover Recordings - Formats: Téléchargement, CD |
| Best of System F & Gouryella (Part 2) | - Sortie: 1er mai 2006 - Labels: Flashover Recordings - Formats: Téléchargement, CD   |

#### Singles
| Titre                                                                             | Année | Meilleure position | Meilleure position | Album                       |
| Titre                                                                             | Année | P-B                | R-U                | Album                       |
| --------------------------------------------------------------------------------- | ----- | ------------------ | ------------------ | --------------------------- |
| Gouryella                                                                         | 1999  | 65                 | 15                 | Magik Three: Far from Earth |
| Walhalla                                                                          | 1999  | 35                 | 27                 | In Search of Sunrise        |
| Tenshi                                                                            | 2000  | —                  | 45                 | Magik Three: Far from Earth |
| « — » signifie que le single ne s'est pas classé ou n'est pas sorti dans le pays. |       |                    |                    |                             |

### Vimana (avecFerry Corsten)
- 1999 : We Came / Dreamtime

### Stray Dog
| Titre       | Année | Album                             |
| ----------- | ----- | --------------------------------- |
| Chapter Two | 1999  | Magik One: First Flight           |
| Mirror      | 1999  | Live At Innercity - Amsterdam RAI |

### Loop Control
| Titre                                 | Année | Album                             |
| ------------------------------------- | ----- | --------------------------------- |
| Exceptionally Beautiful / Reflections | 1999  | Live At Innercity - Amsterdam RAI |

### Alibi (avecArmin van Buuren)
| Titre    | Année | Album                     |
| -------- | ----- | ------------------------- |
| Eternity | 2000  | Magik Five: Heaven Beyond |

### Major League (avecArmin van Buuren)
| Titre                | Année | Album        |
| -------------------- | ----- | ------------ |
| Wonder Where You Are | 2000  | Summerbreeze |

### Flowerchild (avec Katie Marne)
- 2003 : Captivated (feat. Wray)

### Pink Elephant (avec Geert Huinink)
| Titre | Année | Album                               |
| ----- | ----- | ----------------------------------- |
| Lax   | 2006  | In Search of Sunrise 5: Los Angeles |

### D'Alt Vila (avec Dennis Waakop Reijers & Bundoran)
| Titre     | Année | Album                         |
| --------- | ----- | ----------------------------- |
| Breathing | 2007  | In Search of Sunrise 6: Ibiza |

### Dokmai (avec Dennis Waakop Reijers & Ariaano & Snafu)
| Titre             | Année | Album                        |
| ----------------- | ----- | ---------------------------- |
| Reason to Believe | 2007  | In Search of Sunrise 7: Asia |

### Es Vedrá (avec Dennis Waakop Reijers)
| Titre       | Année | Album                         |
| ----------- | ----- | ----------------------------- |
| La Hacienda | 2007  | In Search of Sunrise 6: Ibiza |

### The Veil Kings (avec Dennis Waakop Reijers)
| Titre               | Année | Album                         |
| ------------------- | ----- | ----------------------------- |
| Searching for Truth | 2007  | In Search of Sunrise 6: Ibiza |

### Jedidja (avec Dennis Waakop Reijers)
| Titre         | Année | Album                         |
| ------------- | ----- | ----------------------------- |
| Dancing Water | 2007  | In Search of Sunrise 6: Ibiza |

### Clear View (avec Dennis Waakop Reijers)
| Titre                       | Année | Album                         |
| --------------------------- | ----- | ----------------------------- |
| Tell Me (featuring Jessica) | 2008  | In Search of Sunrise 6: Ibiza |

### Banyan Tree (avec Dennis Waakop Reijers)
| Titre             | Année | Album                        |
| ----------------- | ----- | ---------------------------- |
| Feel the Sun Rise | 2008  | In Search of Sunrise 7: Asia |

### Clouded Leopard (avec Dennis Waakop Reijers)
| Titre   | Année | Album                        |
| ------- | ----- | ---------------------------- |
| Hua-Hin | 2008  | In Search of Sunrise 7: Asia |

### Manilla Rising (avec Dennis Waakop Reijers)
| Titre            | Année | Album                        |
| ---------------- | ----- | ---------------------------- |
| Beyond the Stars | 2008  | In Search of Sunrise 7: Asia |

### Kamui (avec Dennis Waakop Reijers & Ariaano & Snafu)
| Titre      | Année | Album                        |
| ---------- | ----- | ---------------------------- |
| Get Lifted | 2008  | In Search of Sunrise 7: Asia |

### Sunday Cinema (avec Dennis Waakop Reijers)
- 2009 : Models at Work

### Lagan Valley (avec Dennis Waakop Reijers & Bundoran)
- 2010 : Antrim

### TST
- 2013 : Out of Control (avec Alvaro)
- 2014 : Real Life (avec Moguai & Amba Shepherd)
- 2014 : Drop It Like This (avec Twoloud)
- 2014 : No Regular (avec Dani L. Mebius)

### Conil (avec Geert Huinink)
- 2014 : Malibu Beach

### Ver:West

#### Singles
- 2020 : 5 Seconds Before Sunrise
- 2021 : Elements Of A New Life

#### Remixes
- French 79 featuring Sarah Rebecca - Diamond Veins (Ver:West Remix)

## DVD
| DVD                                                     | Meilleure positions | Réalisateur(s)              | Lieux | Certification                        |
| ------------------------------------------------------- | ------------------- | --------------------------- | --- | ------------------------------------ |
| Live at Innercity: Amsterdam RAI 1999                   | #72 ( Pays-Bas)     | -                           | Innercity, Amsterdam, Pays-Bas                                                                                            | -                                    |
| Underground Trance 26 juin 2001                         | -                   | -                           | - | -                                    |
| Another Day at the Office 2003                          | -                   | Stan Gordijn                | Breda, Pays-Bas | -                                    |
| We Can Not Get Enough! Dance Valley #9 2003             | -                   | -                           | Innercity - Amsterdam, Pays-Bas                                                                                           | -                                    |
| Tiësto in Concert 27 janvier 2004                       | -                   | Peter van Eijndt            | Gelredome - Arnhem, Pays-Bas                                                                                              | NVPI · Or (2004)                     |
| Tiësto in Concert 2 15 février 2005                     | -                   | Guus Albregts Jeroen Jansen | Gelredome - Arnhem, Pays-Bas                                                                                              | NVPI / CRIA · Or (2005) / (2006)     |
| Copenhagen: Elements of Life World Tour 29 février 2008 | #40 Allemagne       | Guus Albregts               | Parken Stadium - Copenhague, Danemark                                                                                     | CRIA / ARIA / BVMI · Or (2008–2010), |
| Asia Tour DVD 21 juin 2010                              |                     |                             | Hong Kong, Pékin, Shanghai, Shenzhen, Hangzhou , Seoul, Tokyo, Taipei, Bangkok, Manille, Jakarta, Bali, Kuala Lumpur Asie | -                                    |
| Tiësto In Concert (Director's Cut) 23/11/2012           | -                   | Peter van Eijndt            | Gelredome - Arnhem, Pays-Bas                                                                                              |                                      |

### Blu-ray
- 2008 : Elements of Life Tour
- 2012 : Tiësto In Concert (Director's Cut)

### Concerts
- 2002 : Area Festival (Area2 Tour)
- 2003 : Tiësto In Concert
- 2004 : Just Be: Train Tour
- 2005 : Tiësto in Concert 2: North America Tour 2005
- 2005 : Tiësto In Concert 2: Central Eastern European Tour 2005
- 2006 : In Search of Sunrise 5 Asia Tour
- 2007-2008 : Elements of Life World Tour
- 2008 : In Search of Sunrise: Summer Tour 2008
- 2009-2010 : Kaleidoscope World Tour
- 2011 : Tiësto Club Life Vol.1 World Tour
- 2011 : Tiësto Club Life College Invasion Tour
- 2012 : Tiësto Škoda Tour
- 2012 : Tiësto Guess Tour
- 2012-2013 : Tiësto Club Life Vol.2 World Tour
- 2013 : Tiësto Club Life College Invasion Tour 2013
- 2013 : Tiësto Club Life Vol.3 World Tour